# José Escobar Saliente
José Escobar Saliente (Barcellona, 22 ottobre 1908 – Barcellona, 31 marzo 1994) è stato un fumettista spagnolo, creatore della serie di fumetti Zipi y Zape.